# Zwarte vanilleorchis
De zwarte vanilleorchis is de Nederlandstalige naam voor een voormalige orchideeënsoort, Gymnadenia nigra sensu lato (synoniem: Nigritella nigra)
Sinds deze is opgesplitst in drie nieuwe soorten, is het niet meer duidelijk op welke soort deze naam slaat.
De drie soorten zijn:
- Gymnadenia nigra sensu stricto
- Gymnadenia rhellicani
- Gymnadenia austriaca

De Nederlandstalige naam zwarte vanilleorchis slaat op de kleur en de geur van de bloemen, die een opvallende vanillegeur verspreiden.